# IC 4318
IC 4318 ist eine Spiralgalaxie vom Hubble-Typ Sc im Sternbild Wasserschlange südlich des Himmelsäquators. Sie ist schätzungsweise 393 Millionen Lichtjahre von der Milchstraße entfernt.
Das Objekt wurde am 4. Mai 1904 von Royal Harwood Frost entdeckt.